# マイ・ジャイアント
『マイ・ジャイアント』（原題：My Giant）は、1998年にアメリカで製作されたコメディ映画。WOWOWでの放映題は、『マイ・ジャイアント／スターのアメリカ珍道中 』。

## 概要
主演のビリー・クリスタルが原案・製作を兼任し、当時NBAのスター選手だったゲオルゲ・ムレシャンを迎えて製作されたが、興行成績は振るわなかった。

## ストーリー
タレントエージェンシーに務めるサミーがルーマニアで出会ったのは、マックスという巨大な男。サミーはマックスを芸能界に売り込もうとするが・・・。

## キャスト
- ビリー・クリスタル
- ゲオルゲ・ムレシャン
- ジョアンナ・パクラ
- キャスリーン・クインラン
- ゼイン・カーニー
- ジェレ・バーンズ
- ダン・カステラネタ
- ハロルド・グールド
- レイモンド・オコナー
- スティーヴン・セガール
- デヴィッド・スタインバーグ
- ニッキー・ミショー
- エレイン・ケイガン